# Ochlodes sylvanus
Ochlodes sylvanus é uma espécie de insetos lepidópteros, mais especificamente de borboletas pertencente à família Hesperiidae.
A autoridade científica da espécie é Esper, tendo sido descrita no ano de 1777.
Trata-se de uma espécie presente no território português.

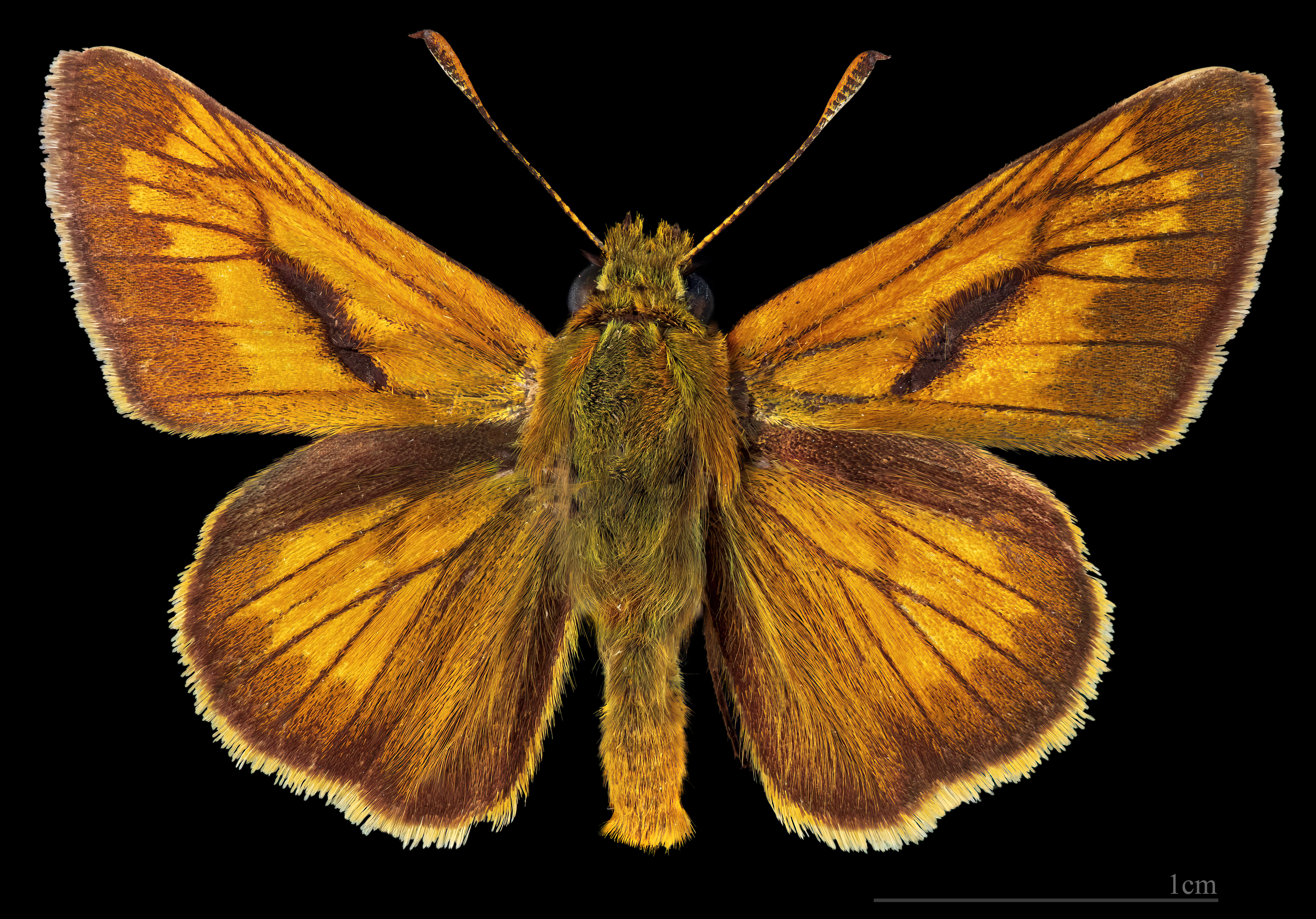
Ochlodes sylvanus ♂
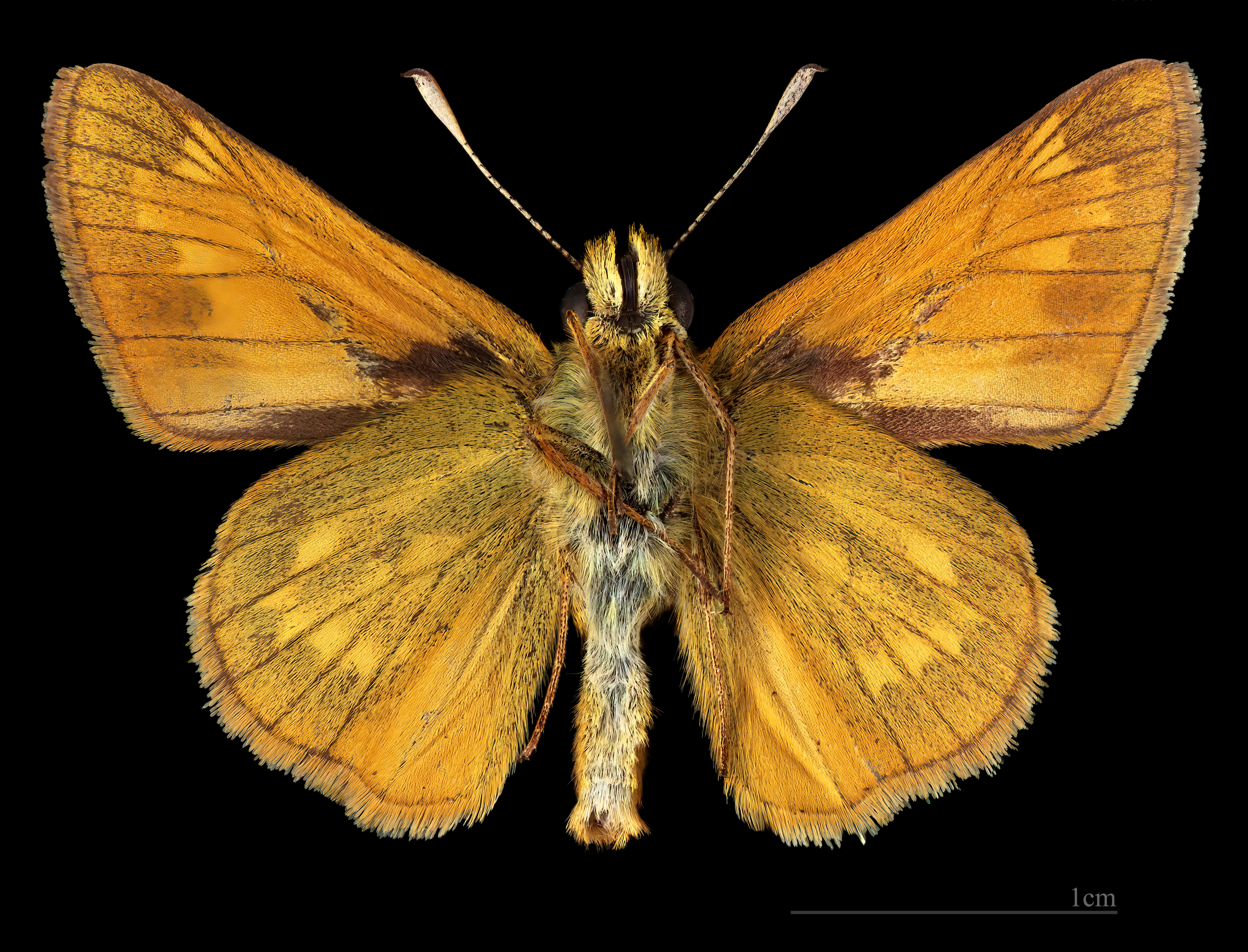
♂ △
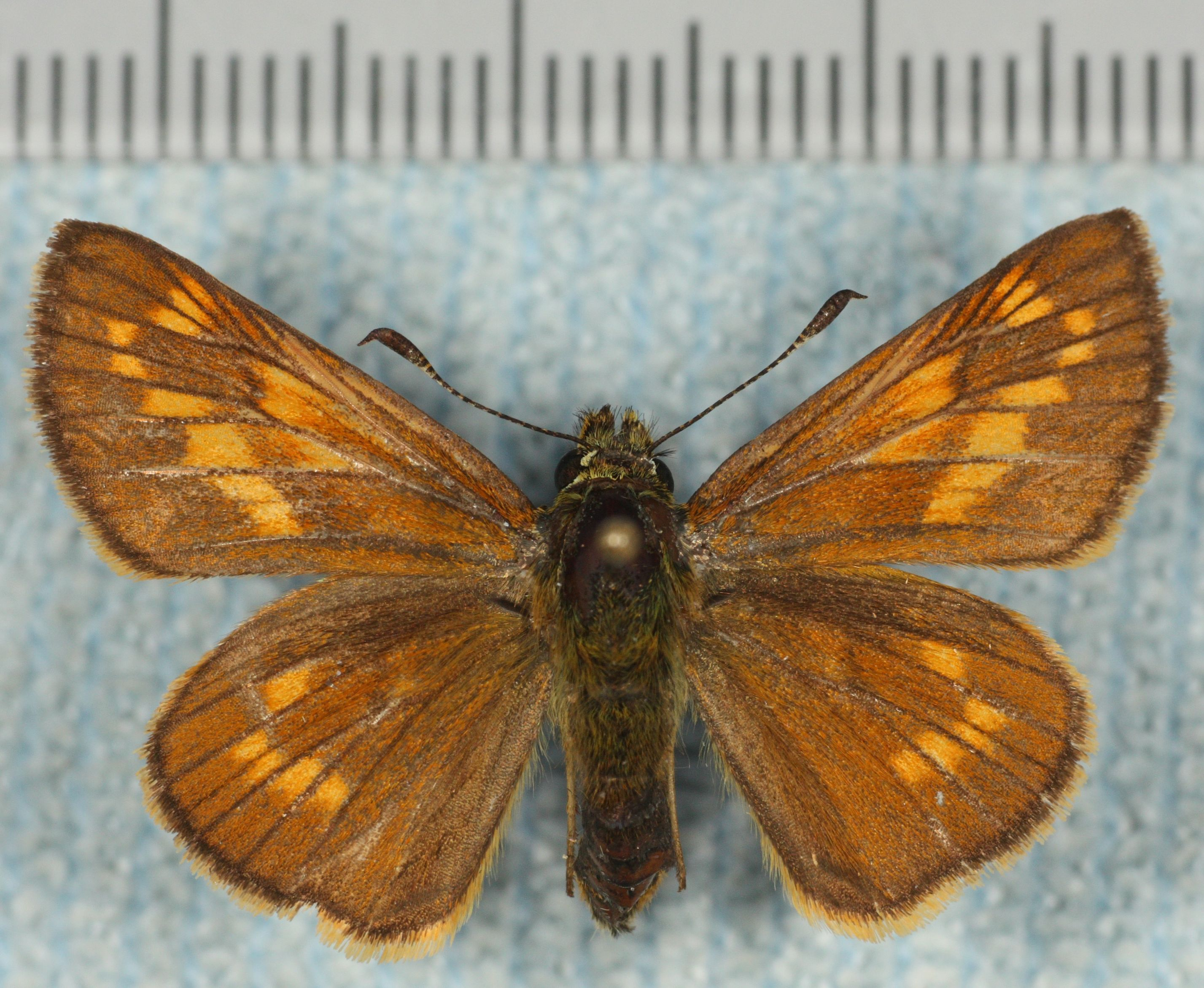
♀
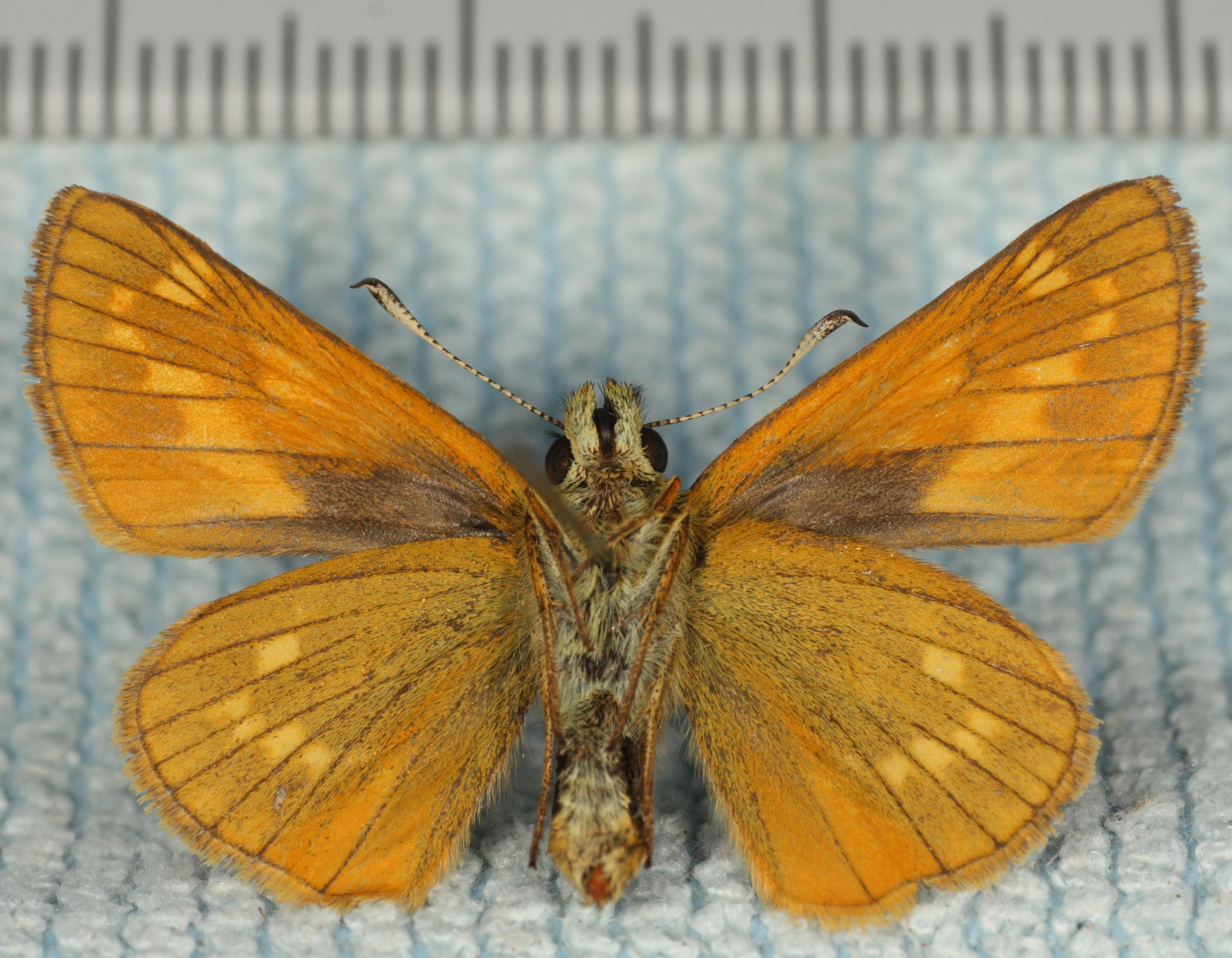
△ ♀